# چنس
چنس، روستایی است از توابع بخش مرکزی شهرستان چالوس در استان مازندران ایران.

## جمعیت
این روستا در دهستان کلارستاق شرقی قرار دارد و براساس سرشماری مرکز آمار ایران در سال ۱۳۹۵، جمعیت آن ۱۶۷ نفر (۵۳ خانوار) بوده‌است. مردم چنس از قومیت طبری هستند. مردم چنس به زبان طبری با گویش چالوسی سخن می‌گویند.